# Naevis
naevis（ナイビス、朝: 나이비스、nævis）は、韓国のバーチャルアーティスト。SMエンタテインメント所属。2024年9月10日、シングル「Done」でデビュー。

## 概要
BoA・東方神起・少女時代・SHINee・NCT・aespaらが所属する韓国の大手事務所・SMエンタテインメント初のバーチャルアーティスト。バーチャルアーティストのアイデアは、2017年にR&Dプロジェクトの一環として始まった。
SMのバーチャルIPセンターが制作するnaevisは、2020年に同社からデビューした4人組ガールズグループ・aespaの世界観ストーリーの中に登場したキャラクター。彼女は以前、aespaが展開していたリアルワールドとデジタルワールド（KWANGYA）を自由に移動できる独自の能力「P.O.S（Port of Soul）」を開き、aespaを助けるKWANGYAの案内人として登場した。aespaとの様々なコラボレーションを経て、2024年には案内人から転身し、バーチャルアーティストとして本格的にデビューした。
最新のテクノロジーを活用し、多様なプラットフォームとコンテンツ、メディアにあわせて柔軟に変化する「フレキシブル・キャラクター」として活動。naevisには特定のモデルはおらず、AIボイス技術で作り出した声や、生成系AIで製作したコンテンツなどが特徴である。
最新の技術を屈指し、現実に存在しているかのような風貌で見る人の心を動かす。また、AIのようなぎこちない動きはなくAEI（人間と同じく感情を持っているかのような）として様々な動きをする。

## aespaとnaevis

### aespaの世界観
aespaは、元々「現実世界（リアルワールド）」に存在するアーティストであるメンバーと仮想世界「FLAT」に存在するアバターメンバーが、デジタル世界を通じてコミュニケーションし、成長していくというストーリーを持ったグループ。
この世界観の中では、リアルワールドのアーティストを「aespa」、FLATのアバターメンバーを「æ-aespa」と呼び、P.O.Sが開かれることで、リアルワールドとFLATを移動できる。またaespaとæ-aespaがつながり合った状態を「SYNK（シンク）」と呼び、SYNKのレベルが最高潮に達するとæ-aespaが、リアルワールドでaespaと出会うこと（REKALL）ができるという設定である。

### aespaとnaevisの関係性
naevisは、FLATでaespa達の案内人となり、aespaとæ-aespaをサポートする助っ人として活躍するキャラクターであった。
実際にaespaの「Next Level」や「Savage」のミュージックビデオには、naevisの出演シーンがあり、楽曲の歌詞にも登場。さらに、3rdミニアルバム『MY WORLD』収録曲「Welcome To MY World」には、naevisがフィーチャリングで参加。さらに、2024年に開催されたaespaのワールドツアー「2024 aespa LIVE TOUR - SYNK : PARALLEL LINE」にも出演し、サプライズステージを披露した。
このほか、aespaの公式YouTubeチャンネルで公開されている「SM Culture Universe」では、aespa・æ-aespa・naevisの関係性やストーリーが詳しく紹介されている。

## 来歴

### aespaの案内人として：2020年 - 2022年
2020年10月、aespaのメンバー・カリナをフィーチャーした「My, Karina」というタイトルの動画で、初めて紹介された。また、2021年には、aespaの楽曲「Next Level」「Savage」、2022年には「Girls」のミュージックビデオに登場した。

### バーチャルアーティストして：2023年 - 現在

#### 2023年
- 2月3日、SMエンタテインメント（以下、SM）が発表した「SM 3.0」にて、バーチャルアーティストのデビューについての言及がされた。また、SM内にバーチャルアーティストの制作及び運営管理を専任する「仮想アーティスト／IP制作センター」を新設すると発表した[12]。
- 5月2日、aespaの3rdミニアルバム『MY WORLD』収録曲「Welcome To MY World」に、フィーチャリングとして参加[7]。5月8日のアルバムリリースに先駆け、先行リリースされた[13]。

#### 2024年
- 6月29日・30日、aespaの単独コンサート「2024 aespa LIVE TOUR - SYNK : PARALLEL LINE」に登場し、サプライズステージを披露[8]。8月に開催された東京ドーム公演にも登場した[14]。
- 8月21日、公式SNSやHPがオープンし、ティザー映像が公開された[15][16]。
- 9月10日、シングル「Done」をリリースし、デビュー[2]。12月20日には、リミックスバージョンが収録されたデジタルシングル「iScreaM Vol. 35 : Done Remix」をリリース[17]。
- 11月1日から12月27日に開催された、文化マルチプレックススペース「TOKYO NODE」と人気ラジオ局「J-WAVE」が共催する新感覚の没入型音楽体験ミュージアム「MUUUSE : MUSIC MUSEUM～音に触れる、光を聞く。身体が反射する。～」のコラボアーティストに抜擢[18]。
- 12月11日、SMと韓国放送局・MBCが、業務協約（MOU）を締結。メディア・コンテンツ分野バーチャル産業の発展および、naevisのIPを活用したコンテンツ制作を通して、相互協力しながら共同目標の達成、持続可能な成果達成を上げる計画を発表[19]。

#### 2025年
- 1月 - 8月、SMエンタテインメント創立30周年記念コンサート「SMTOWN LIVE 2025 [THE CULTURE, THE FUTURE]」に出演[20]。
- 2月14日、SM創立30周年記念アルバム『2025 SMTOWN : THE CULTURE, THE FUTURE』に参加。2010年に発売されたBoAの「Game」をカバーした[21]。
- 8月7日、デジタルシングル「Sensitive」をリリース[22]。

## ディスコグラフィ

### 配信限定シングル
| 配信日                        | タイトル                      | 規格                          | 収録アルバム                  |
| SMエンタテインメント レーベル | SMエンタテインメント レーベル | SMエンタテインメント レーベル | SMエンタテインメント レーベル |
| ----------------------------- | ----------------------------- | ----------------------------- | ----------------------------- |
| 2024年9月10日                 | Done                          | デジタル・ダウンロード        | 未収録                        |
| 2024年12月20日                | iScreaM Vol. 35 : Done Remix  | デジタル・ダウンロード        | 未収録                        |
| 2025年8月7日                  | Sensitive                     | デジタル・ダウンロード        | 未収録                        |

### 参加作品
- Welcome To MY World (feat. nævis)（2023年）- aespa『MY WORLD』
- Game（2025年）- SMTOWN『2025 SMTOWN : THE CULTURE, THE FUTURE』

### ミュージックビデオ
| 公開日 | 公開日   | タイトル                          | 備考                        | リンク |
| ------ | -------- | --------------------------------- | --------------------------- | ------ |
| 2021年 | 5月17日  | Next Level                        | [ 注 4 ]                    | ▶      |
| 2021年 | 10月5日  | Savage                            | [ 注 4 ]                    | ▶︎      |
| 2022年 | 7月8日   | Girls                             | [ 注 4 ]                    | ▶︎      |
| 2023年 | 5月2日   | Welcome To MY World (feat. nævis) | [ 注 4 ]                    | ▶      |
| 2024年 | 9月10日  | Done                              | Done                        | ▶      |
| 2024年 | 12月20日 | Done (IMLAY & 2Spade Remix)       | Done (IMLAY & 2Spade Remix) | ▶      |

## 出演
- 文明特急（2024年9月26日、YouTube）[23]

## 公演
- 2024 aespa LIVE TOUR - SYNK : PARALLEL LINE（2024年）[8][14]
- SMTOWN LIVE 2025 [THE CULTURE, THE FUTURE]（2025年）[24]